# قرن باشريح (رخية)
'

تعديل مصدري - تعديل

قرن باشريح هي إحدى قرى عزلة رخية بمديرية رخية التابعة لمحافظة حضرموت، بلغ تعداد سكانها 551 نسمة حسب تعداد اليمن لعام 2004.